# چال بادام کتا
چال بادام کتا، روستایی از توابع بخش پاتاوه شهرستان دنا در استان کهگیلویه و بویراحمد ایران است.

## جمعیت
این روستا در دهستان سادات محمودی قرار دارد و براساس سرشماری مرکز آمار ایران در سال ۱۳۸۵، جمعیت آن ۳۹ نفر (۷خانوار) بوده‌است.